# Jijel
Jijel (em árabe: جيجل), anteriormente conhecida como Ighil Gili ou Djidjelli, é a capital da província de Jijel, Argélia. Segundo o censo de 2008, a população total da cidade era de 134 839 habitantes.

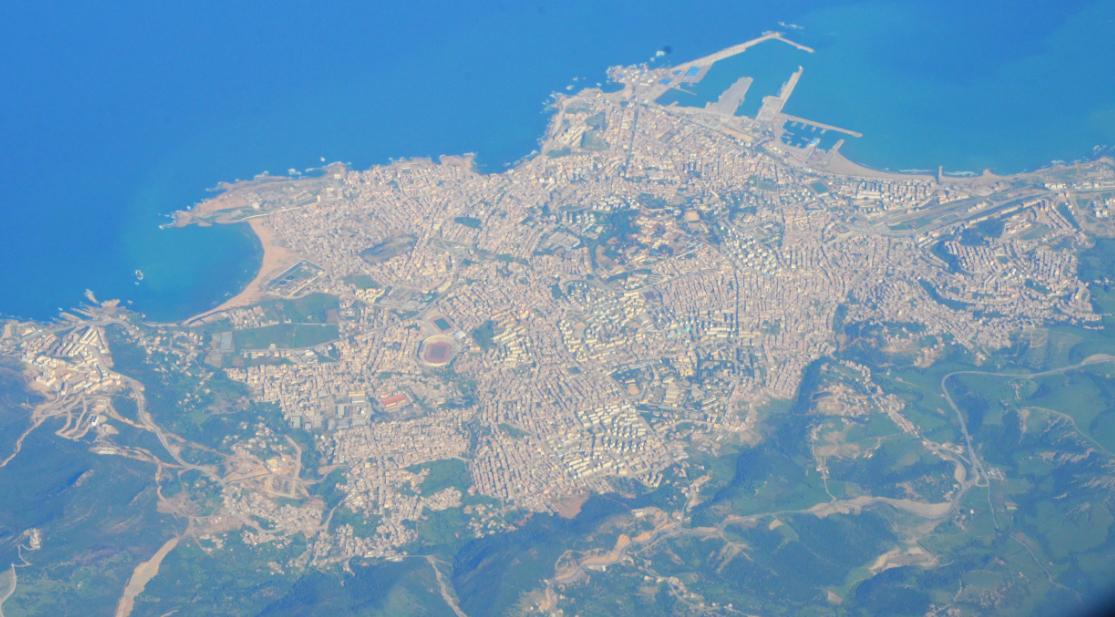
Vista aérea de Jijel